# 绢雀麦

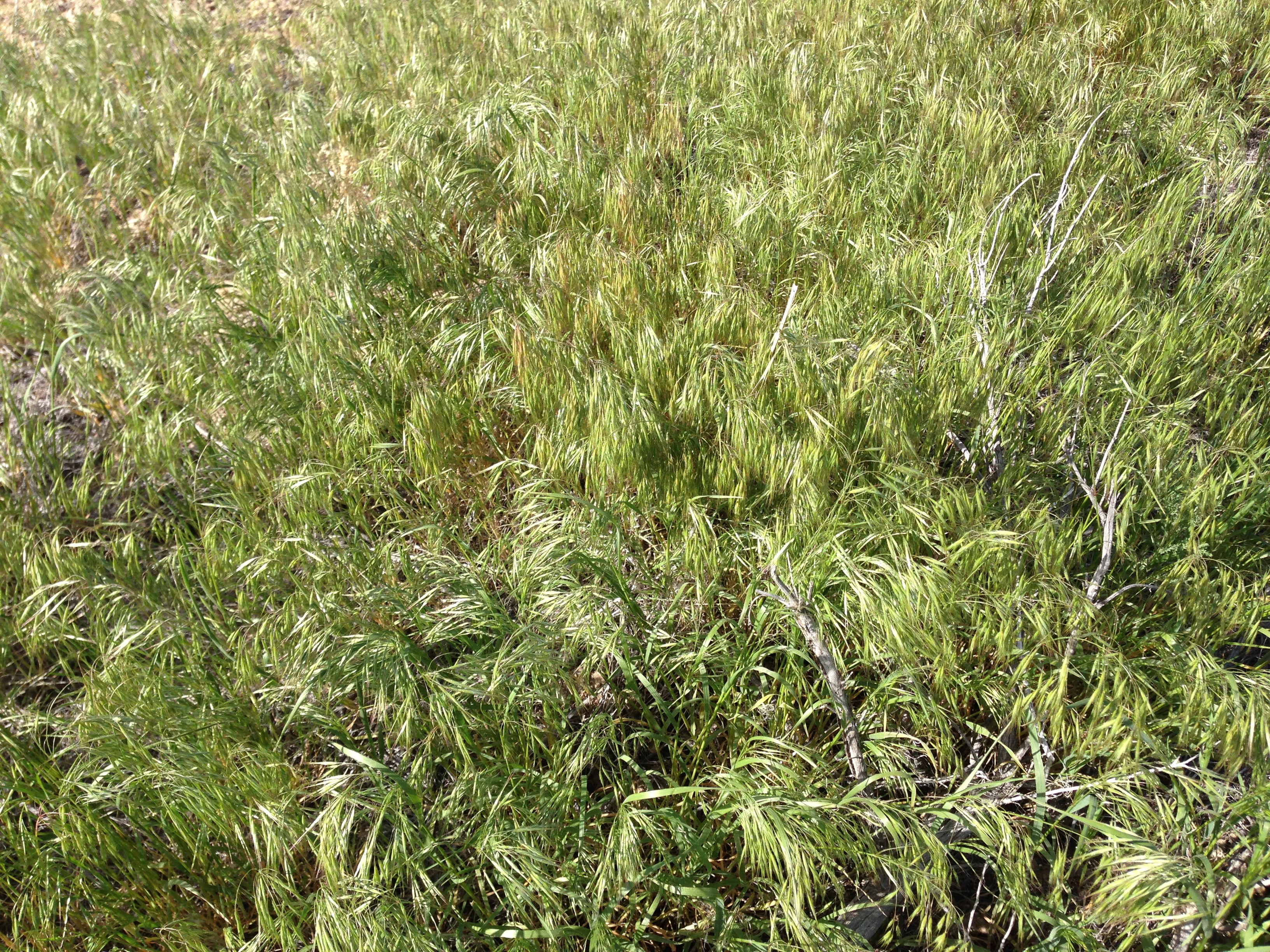
埃尔科的旱雀麦

绢雀麦（学名：Bromus tectorum），又名旱雀麦，为禾本科雀麦属下的一个种，原產於歐洲、西南亞和北非，但亦入侵到世界其他地區。

## 扩展阅读
- 維基物種上的相關：绢雀麦